# Deutsches Historisches Museum
Deutsches Historisches Museum, kort DHM, är ett museum för tysk historia i Zeughaus på Unter den Linden i Berlin. Museet är ett av Berlins mest besökta med sina 810 000 besökare per år.

## Galleri

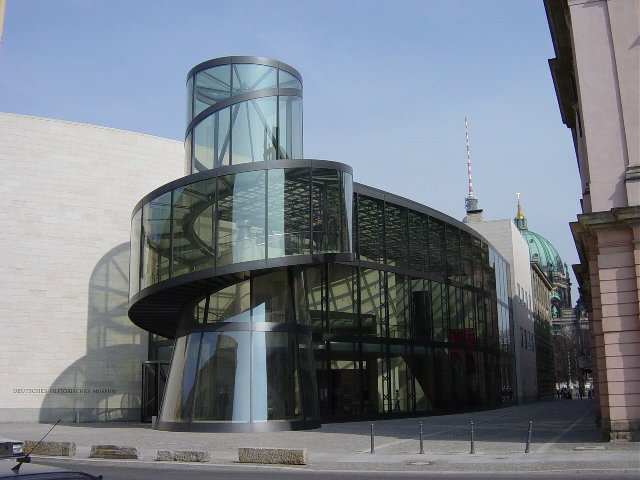
Den nya delen ("Pei-Neubau")
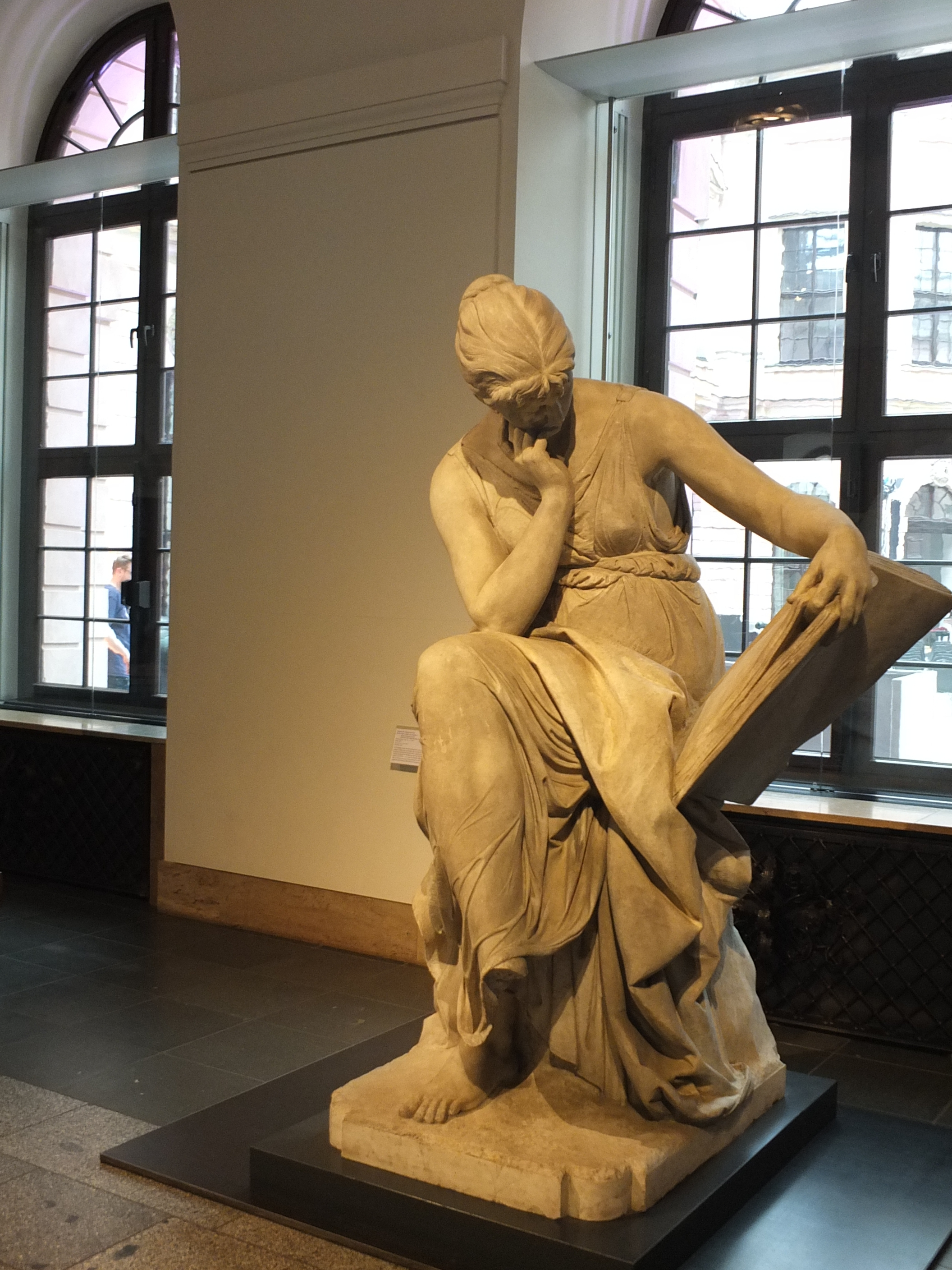
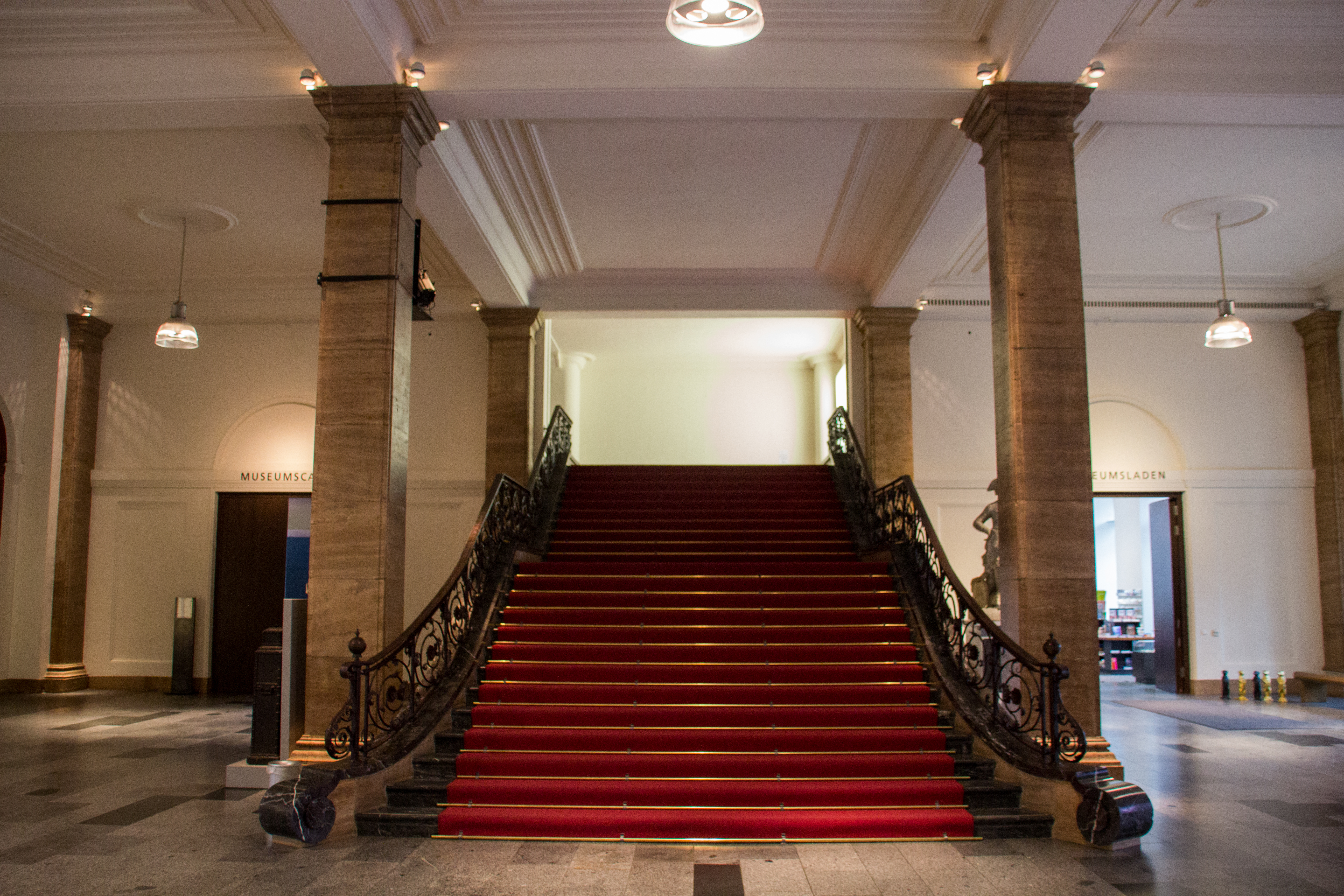